# Нургалиев, Азат Маликулы
Аза́т Мали́кулы Нургали́ев (каз. Азат Мәлікұлы Нұрғалиев; род. 30 июня 1986, Чимкент) — казахстанский футболист, полузащитник. Трёхкратный чемпион Казахстана, трёхкратный обладатель Кубка Казахстана (все призы с разными командами), победитель Кубка Интертото в 2007 году и обладатель Суперкубка Казахстана 2021.

## Биография

### Ранние годы
Азат Нургалиев родился в Чимкенте в семье строителя и врача. В четвертом классе пошел на секцию футбола. Параллельно занимался музыкой и танцами, к футболу относился равнодушно, но детский тренер Юрий Цалин настоял на его выборе в пользу футбола.

### Клубы
В 2003 году Азат попал в дубль шымкентского «Ордабасы», а через год подписал свой первый профессиональный контракт склубом.. Дебютировал в чемпионате Казахстана 15 апреля 2004 года, в Кызылорде, против местного «Кайсара».
В 2006 году ввели лимит на молодых игроков и Нургалиев перешёл в стан лидеров чемпионата костанайский «Тобол», который тренировал Дмитрий Огай. В дебютном сезоне в майке желто-зеленых, выиграл первую медаль на профессиональном уровне, став бронзовым призером чемпионата. Следующий сезон Нургалиев также занес себе в актив. 23 июня 2007 года он дебютировал в еврокубках в игре первого раунда кубка Интертото в игре с грузинским «Зестафони». Вместе с «Тоболом» Нургалиев стал победителем кубка Интертото, отыграв все 8 матчей, костанайцы стали первыми и единственными победителями турнира в истории из стран СНГ. 29 ноября 2007 года стал обладателем  кубка Казахстана, обыграв в финале шымкентский «Ордабасы». В сезоне 2008 второй раз подряд стал вице-чемпионом страны, сыграл 21 матч и забил 8 мячей в чемпионате. В июле 2009 года отыграл 2 игры против турецкого «Галатасарая» в рамках второго квалификационного раунда Лиги Европы.
В сезоне 2010 Нургалиев помог «Тоболу» впервые завоевать золотые медали чемпионата Казахстана. По окончании сезона 10 игроков основного состава команды были вынуждены покинуть клуб из-за конфликта с главным тренером Равилем Сабитовым, Нургалиев был в том числе.
В 2011 году вернулся в родной «Ордабасы» и в том же году выиграл вместе с командой свой второй Кубок Казахстана, причём в финале у «Тобола».
Зимой 2012 года должен был пройти просмотр в одной из команд высшего дивизиона России или Украины, но в январе по приглашению своего знакомого по работе с «Тоболом» главным тренером Аскаром Кожабергеновым, подписал контракт с талдыкорганским клубом «Жетысу».
После прихода серба Слободан Крчмаревича на тренерский мостик, Нургалиев потерял место в стартовом составе, и концовку сезона провёл уже в каскеленском клубе «Сункар». По окончании сезона команда заняла предпоследнее место и вылетела в Первую лигу. В ноябре 2012 года Нургалиев подписал предварительное соглашение с «Ордабасы»..
Под руководством Вахида Масудова и Виктора Пасулько стал основным игроком состава. В сезоне 2013 сыграл 28 матчей и забил 4 мяча. «Ордабасы» выполнил поставленную задачу, заняв место в верхней части таблицы. В ноябре 2013 года поступало предложение от «Кайрата», но трансфер не состоялся и Нургалиев продолжил выступать в составе шымкентского клуба. В сезоне 2014 стал одним из лидеров атаки «Ордабасы», выполняя роль «ложной девятки». В следующем сезоне помог клубу занять четвертое место, что дает право сыграть в отборочной квалификации Лиги Европы 2016/2017.
В июне 2016 года после двух голов, забитых Азатом в товарищеских матчах сборным Грузии и Китая, был взят в аренду до конца сезона столичной «Астаной». Провёл за этот клуб 11 игр чемпионата и игру на Кубок, забил 6 голов и помог команде оформить «золотой дубль». В играх Еврокубков сыграл в 6 матчах из 10. Но «Астана» по финансовым причинам не продлила договор аренды.
В феврале 2017 года футболист вернулся в родной клуб «Ордабасы» из аренды и в первом же матче чемпионата забил гол «Астане» и его команда победила чемпиона (3-0). Всего капитан команды провёл в чемпионате 28 игр и забил 5 голов, внеся свой солидный вклад в первые бронзовые медали в истории «Ордабасы».
Но 9 января 2018 года Нургалиев по финансовым причинам расторг контракт со своим клубом и стал свободным агентом. И уже 17 января подписал контракт на год с костанайским «Тоболом». Избранный капитаном команды, провёл за сезон 28 игр, забил 8 голов (плюс 5 ассистов) и стал лучшим бомбардиром клуба. Со своим земляком Танатом Нусербаевым (25 игр, 7 голов) составили в центре поля мощный дуэт и помогли «Тоболу» выиграть бронзовые медали чемпионата Казахстана и право участия в Лиге Европы УЕФА.
И «Тобол» продлил с ним контракт ещё на один сезон . И не прогадал, в первых 6 турах Азат забил 4 гола и возглавил список бомбардиров чемпионата . По итогам сезона стал самым результативным футболистом команды, забив 12 голов во всех турнирах, и сделав 8 голевых передач. Тем не менее, «Тобол» провалил сезон, заняв лишь четвертое место в чемпионате, и вылетев первом отборочном раунде Лиги Европы. В декабре 2019 года подписал новое соглашение рассчитанное до конца сезона 2020.
7 марта 2020 в первом туре нового сезона забил победный гол в ворота карагандинского «Шахтера». 8 ноября в матче с «Кызылжаром» сыграл свой 200-й матч в чемпионатах Казахстана за костанайский клуб.

### Сборная
Вызывался в состав сборных разных возрастов, начиная с 2003 года. 16 октября 2007 года в составе молодежной сборной Казахстана забил гол в ворота Грузии в матче отборочного турнира Чемпионата Европы 2009 (U21). В сентябре 2007 года стал причиной технического поражения молодежной сборной Казахстана в игре против России, Нургалиев не имел право играть из-за дисквалификации.
В национальной сборной Казахстана под руководством Бернда Шторка дебютировал 1 апреля 2009 года в матче отборочного турнира ЧМ-2010 со сборной Беларуси (1-5). С этого момента стал регулярно вызываться в состав главной команды страны. Играл в отборочный матчах Чемпионата мира 2010, 2014 и 2018, а также в отборочных матчах Чемпионата Европы 2012 и 2016. Первый свой гол забил 5 сентября 2014 года в товарищеской игре со сборной Кыргызстана (7-1).
8 июня 2016 года забил победный и единственный гол в товарищеском матчей против сборной Китая.

## Достижения

### Командные
«Тобол»
- Чемпион Казахстана: 2010, 2021
- Вице-чемпион Казахстана (3): 2007, 2008, 2020
- Бронзовый призёр чемпионата Казахстана (2): 2006, 2018
- Обладатель Кубка Казахстана: 2007
- Обладатель Кубка Интертото: 2007
- Обладатель Суперкубка Казахстана: 2021
- Финалист Суперкубка Казахстана: 2008

«Ордабасы»
- Обладатель Кубка Казахстана: 2011
- Бронзовый призёр чемпионата Казахстана: 2017

«Астана»
- Чемпион Казахстана: 2016
- Обладатель Кубка Казахстана: 2016

### Личные
- В списке 33 лучших футболистов казахстанской Премьер-Лиги (5): 2010, 2011, 2013, 2016, 2018

## Семья
Нургалиев женат, супруга Наталья, в семье три дочки.

## Статистика
| Сезон | Клуб                | Лига                      | Чемпионат | Чемпионат | Кубок | Кубок | Дубль | Дубль | Еврокубки | Еврокубки |
| Сезон | Клуб                | Лига                      | Игры      | Голы      | Игры  | Голы  | Игры  | Голы  | Игры      | Голы      |
| ----- | ------------------- | ------------------------- | --------- | --------- | ----- | ----- | ----- | ----- | --------- | --------- |
| 2003  | Аксу-Кент (Шымкент) | Первая лига               | 11        | 2         |       |       |       |       |           |           |
| 2004  | Ордабасы            | Суперлига                 | 20        | 1         |       |       |       |       |           |           |
| 2004  | → Ордабасы-2        | Первая лига               | 3         | 3         |       |       |       |       |           |           |
| 2005  | Ордабасы            | Суперлига                 | 26        | 0         | 4     | 0     |       |       |           |           |
| 2006  | Тобол (Костанай)    | Суперлига                 | 26        | 2         | 1     | 0     |       |       | 2         | 0         |
| 2007  | Тобол (Костанай)    | Суперлига                 | 28        | 2         | 3     | 0     |       |       | 8         | 0         |
| 2008  | Тобол (Костанай)    | Премьер-лига              | 21        | 8         | 4     | 0     |       |       | 2         | 0         |
| 2009  | Тобол (Костанай)    | Премьер-лига              | 23        | 5         | 3     | 0     |       |       | 2         | 0         |
| 2010  | Тобол (Костанай)    | Премьер-лига              | 23        | 5         | 0     | 0     |       |       | 2         | 0         |
| 2011  | Ордабасы            | Премьер-лига              | 29        | 3         | 6     | 1     | 1     | 0     |           |           |
| 2012  | Жетысу              | Премьер-лига              | 9         | 4         | 0     | 0     | 0     | 0     |           |           |
| 2012  | Сункар              | Премьер-лига              | 9         | 2         | 0     | 0     | 2     | 3     |           |           |
| 2013  | Ордабасы            | Премьер-лига              | 28        | 4         | 2     | 0     | 0     | 0     |           |           |
| 2014  | Ордабасы            | Премьер-лига              | 27        | 5         | 2     | 3     | 0     | 0     |           |           |
| 2015  | Ордабасы            | Премьер-лига              | 30        | 4         | 0     | 0     | 0     | 0     | 2         | 0         |
| 2016  | Ордабасы            | Премьер-лига              | 17        | 6         | 1     | 0     | 0     | 0     | 0         | 0         |
| 2016  | Астана              | Премьер-лига              | 11        | 6         | 1     | 0     | 0     | 0     | 6         | 1         |
| 2017  | Ордабасы            | Премьер-лига              | 28        | 5         | 2     | 0     | 0     | 0     | 2         | 0         |
| 2018  | Тобол               | Премьер-лига              | 28        | 8         | 0     | 0     | 0     | 0     | 4         | 1         |
| 2019  | Тобол               | Премьер-лига              | 32        | 10        | 3     | 2     | 0     | 0     | 2         | 0         |
| Итого | Итого               | Только Супер/Премьер-лига | 415       | 80        | 21    | 6     | 3     | 3     | 32        | 2         |

## Голы за сборную
| # | Дата            | Место     | Противник  | Счёт | Результат | Соревнование |
| - | --------------- | --------- | ---------- | ---- | --------- | ------------ |
| 1 | 5 сентября 2014 | Казахстан | Кыргызстан | 7:1  | Победа    | ТМ           |
| 2 | 29 марта 2016   | Грузия    | Грузия     | 1:1  | Ничья     | ТМ           |
| 3 | 7 июня 2016     | Китай     | Китай      | 1:0  | Победа    | ТМ           |